# Pioneer E
La Pioneer E è stata una sonda spaziale della NASA lanciata il 27 agosto del 1969 mediante un razzo Delta dal poligono spaziale di Capo Canaveral e che andò distrutta durante il lancio, a seguito dell'esplosione del razzo di lancio decisa per motivi di sicurezza.

## Storia
Pioneer E era la quinta di una serie di sonde spaziali ( Pioneer 6, Pioneer 7, Pioneer 8 e Pioneer 9) progettate per realizzare il primo studio dettagliato del vento solare, del campo magnetico interplanetario ed i raggi cosmici, procurando dati sulle tempeste solari.
Durante il lancio si ebbe un guasto al sistema idraulico di controllo del razzo di lancio e una deviazione della traiettoria rispetto a quella stabilita. Por motivi di sicurezza venne inviato un segnale, dalla base di controllo della missione, che innescò lo scoppio del razzo e del suo satellite artificiale.